# Alchemilla looseri
Alchemilla looseri é uma espécie de rosácea do gênero Alchemilla, pertencente à família Rosaceae.